# Variation Géométrique Contrôlée
De Variation Géométrique Contrôlée (afgekort VGC) is een specifiek ontworpen motorfietsvork voor de voorwielophanging van een motorfiets.
De race-motorfietsen van Serge Rosset (nu bekend van de ROC-Yamaha's) werden in de jaren tachtig genoemd naar sponsor ELF. Ze waren vooral bekend om hun naafbesturing vóór en enkelzijdige wielophanging achter. Na de experimentele ELF X (1978), de ELF E (1980) en de ELF 2 (1985) verscheen in 1986 de ELF 3 Honda NS 500 wegracer van Ron Haslam met een ander soort voorwielophanging, met verstelbare stuurgeometrie, de VGC. De vork werd ook als Tony Foale-type aangeduid, naar zijn Engelse ontwerper. De patenten werden verkocht aan Honda, waaruit onder andere Pro Arm voortkwam.